# Synema reimoseri
Synema reimoseri là một loài nhện trong họ Thomisidae.
Loài này thuộc chi Synema. Synema reimoseri được Roger de Lessert miêu tả năm 1928.